# Mitsubishi AAM-5
Shiki 04 (04式空対空誘導弾, まるよんしきくうたいくうゆうどうだん) là loại tên lửa không đối không tầm ngắn của Nhật Bản. Loại tên lửa này đã được thông qua bởi Lực lượng phòng vệ trên không Nhật Bản. Nó được lên kế hoạch thay thế cho các tên lửa Mitsubishi AAM-3. Việc tiến hành phát triển bắt đầu vào năm 1991 và đến năm 2004 thì được phê duyệt nên nó có tên Shiki 04. Mitsubishi Heavy Industries được chọn làm nhà sản xuất loại tên lửa này và phát triển dây chuyền sản xuất. Năm 2010 thì Nhật Bản thẩm định lại kết quả thử nghiệm để bắt đầu trích ngân sách chế tạo hàng loạt loại tên lửa này năm 2011. Loại tên lửa này còn được gọi là AAM-5.

## Thiết kế
AAM-5 là loại tên lửa tìm nhiệt và tự động dẫn đường. Không giống như các loại tên lửa không đối không khác trước đó loại tên lửa này có hệ thống đẩy vector để tăng độ cơ động đeo bám mục tiêu. Hệ thống dò tìm hồng ngoại được nâng cấp để tăng góc dò tìm và chống lại các hệ thống đánh lạc hướng điện tử thường dùng cho loại này như pháo sáng hồng ngoại. Hệ thống dẫn đường bằng quán tính cũng được trang bị cho tên lửa này để nó có hiệu quả hơn trong việc tính toán đường di chuyển đến mục tiêu. Nó cũng có thể trang bị hệ thống khóa mục tiêu sau khi phóng.
AAM-5 có thể trang bị trên các máy bay như Mitsubishi F-2, F-15, F-X2... Hệ thống khóa mục tiêu bằng mắt được trang bị trên các máy bay hiện đại cho loại tên lửa này cũng được phát triển. Tuy nhiên kết quả của việc phát triển này không được tiết lộ.